# Nicolas d'Avesnes
Nicolas d'Avesnes dit le Beau (1129-1171) est seigneur d'Avesnes, de Condé, de Leuze et de Landrecies. 

## Biographie
Nicolas d'Avesnes est le fils de Gauthier Ier d'Avesnes et d'Ida de Tournai. Selon l'historien Léo Verriest, il est « un des plus grands seigneurs de son temps ».
Nicolas d'Avesnes donne en 1158 une charte d'affranchissement importante, la charte-loi de Prisches,,, qu'il souscrit avec sa femme Mathilde et leur fils Jacques. Elle est ensuite étendue par les successeurs de Nicolas à d'autres localités.
Il épouse Mathilde de La Roche, fille d'Henri Ier de La Roche, comte de La Roche et avoué de Stavelot. Ils ont trois enfants :
- Jacques Ier d'Avesnes ;
- Ide, qui épouse en 1150 Enguerrand Ier de Saint-Pol puis Guillaume IV, seigneur de Saint-Omer ;
- Fastré Ier, avoué de la Flamengrie.